# Anna Novovic
Anna Novovic, född 5 januari 1975 i Skarpnäcks församling, Stockholms län, är en svensk teaterregissör.
Efter studier i praktisk filosofi, litteraturvetenskap och teatervetenskap vid Stockholms universitet samt Biskops Arnös dramatikerlinje flyttade hon till Köpenhamn för att utbilda sig till regissör vid Statens Teaterskole (nuvarande Statens Scenekunstskole). Hon har regisserat en rad olika föreställningar vid bland annat Det Kongelige Teater i Köpenhamn, Dramaten, Helsingborgs stadsteater och Kulturhuset Stadsteatern.
Mellan augusti 2012 och januari 2015 var hon chef för Helsingborgs stadsteater. Mellan 2015 och 2019 var hon konstnärlig ledare och chef för Sommarscen Malmö. Sedan 2019 är hon biträdande teaterchef och husregissör på Riksteatern.

## Teater

### Regi (ej komplett)
| År   | Produktion                                      | Upphovsmän                                             | Teater                                                         | Noter                                     |
| ---- | ----------------------------------------------- | ------------------------------------------------------ | -------------------------------------------------------------- | ----------------------------------------- |
| 2002 | Den första hösten                               | Astrid Trotzig                                         | Dramaten                                                       |                                           |
| 2003 | Den Stundesløse                                 | Ludvig Holberg                                         | Det Kongelige Teater                                           |                                           |
| 2003 | Forbrydelse                                     | Peter Asmussen                                         | Det Kongelige Teater                                           |                                           |
| 2004 | Rastplats Raststätte                            | Elfriede Jelinek                                       | Det Kongelige Teater                                           |                                           |
|      | Hej på dig!                                     | Text av de medverkande                                 | Anemoneteatret                                                 |                                           |
| 2005 | 27.1                                            | Christian Jungersen                                    | Köpenhamns rådhus                                              |                                           |
|      | Jorden er rund                                  | H.C. Andersen                                          | Teatret Møllen                                                 |                                           |
| 2006 | Pinocchios aska Pinocchios aske                 | Jokum Rohde                                            | Dramaten                                                       |                                           |
| 2007 | 1:1                                             | Peter Bruun, Sven Ørnø                                 | Figura Ensemble                                                |                                           |
| 2008 | Borta bra hemma bäst                            | Alma Kirlić                                            | Helsingborgs stadsteater                                       |                                           |
| 2009 | Er jeg ikke Don Quixote?                        | Peter Bruun, Sven Ørnø                                 | Figura Ensemble                                                |                                           |
| 2010 | Onkel Vanja Дядя Ваня                           | Anton Tjechov                                          | Helsingborgs stadsteater                                       |                                           |
| 2011 | Allt som är ditt                                | Anna Novovic                                           | Helsingborgs stadsteater                                       |                                           |
| 2011 | Tjuvar Diebe                                    | Dea Loher Översättning Maria Tellander                 | Helsingborgs stadsteater                                       |                                           |
| 2012 | En midsommarnattsdröm A Midsummer Night's Dream | William Shakespeare                                    | Helsingborgs stadsteater                                       |                                           |
| 2012 | Den gyllene draken Der goldene Drache           | Roland Schimmelpfennig Översättning Ulf Peter Hallberg | Helsingborgs stadsteater                                       |                                           |
| 2015 | Den inbillade sjuke Le Malade imaginaire        | Molière                                                | Helsingborgs stadsteater                                       | Regi tillsammans med Ulla Gottlieb(da)    |
| 2015 | My Fair Lady                                    | Frederick Loewe och Alan Jay Lerner                    | Malmö Opera Helsingborgs stadsteater                           |                                           |
| 2018 | Åtta kvinnor Huit femmes                        | Robert Thomas Översättning Lisa Lindberg               | Kulturhuset Stadsteatern                                       |                                           |
| 2021 | Straighta besked                                | Björn Elgerd                                           | Riksteatern/ Västmanlands teater/ Svenska teatern, Helsingfors |                                           |
| 2022 | In memoriam                                     | Emanuelle Davin                                        | Riksteatern/ Kulturhuset Stadsteatern                          |                                           |
| 2023 | Kebaben på skäret                               | Alma Kirlic                                            | Riksteatern / Malmö Stadsteater                                |                                           |
|      | Lo Ragnar och Nino                              | Lo Ragnar Lindström och Nino Mick                      | Riksteatern                                                    |                                           |
| 2025 | Jag som var så rolig att dricka vin med         | Jani Lohikari                                          | Riksteatern                                                    | Från bok av Rebecka Åhlund med samma namn |